# قله وانگه
وانگه یا واهنگه نام یکی از قله‌های کوه ۱۸ یال از مجموعه رشته کوه گرین در غرب ایران است. کوههای گرین در شمال استان لرستان قرار دارند. قله وانگه ۳۶۶۳ متر از سطح دریا ارتفاع دارد و این قله یکی بلندترین قلل گرین در الشتر و بروجرد میباشد